# Gioiai-öböl
A Gioiai-öböl (olaszul Golfo di Gioia) a Tirrén-tenger egyik öble Olaszország déli részén, a Calabriai-félsziget északnyugati oldalán. Legkeletibb pontja a Vaticano-fok. Nyugaton a Scilla-fokig tart. Partja mentén a Gioia Tauro-i síkság húzódik. Névadója a tengerparti Gioia Tauro város, az ókori Taurianum, napjainkban az egyik legjelentősebb olaszországi kikötő. További jelentős partmenti városai Palmi, Bagnara Calabra és Nicotera.